# Miriam Dragina
Miriam Dragina, née le 21 février 1984 à Kiev, est une journaliste, poétesse, écrivaine et designer ukrainienne.

## Biographie
Miriam Dragina est diplômée de l'Université nationale Taras-Chevtchenko de Kiev avec une maîtrise en philologie russe et en critique littéraire. Elle obtient également un diplôme sur l'avenir numérique du journalisme de l'Université nationale Académie Mohyla de Kiev.
Après plus de quinze ans d'expérience dans le journalisme en tant que rédactrice et correspondante, et cinq ans en qualité d’animatrice radio et productrice pour Radio Hromadske, Miriam Dragina travaille sur le storytelling dans la conception Product Design d'une entreprise informatique, soit la création du design de l’expérience utilisateur. Elle est la rédactrice en cheffe de la plateforme popsci et Brain, et enseigne également l'écriture créative à l'école de médias Kyiv Screen,.

## Carrière littéraire
Miriam Dragina participe à plusieurs reprises au festival international de poésie Meridian Czernowitz, à la résidence littéraire Babelsprech, ainsi qu'aux soirées du Haus für Poesie à Berlin et de l'Open Dialogue Foundation (ODF) à Varsovie,,. Elle est l'auteure d'histoires et de poèmes de vulgarisation scientifique en russe et en ukrainien. Ces textes sont publiés dans un certain nombre de périodiques et de recueils internationaux, et sont notamment traduits en allemand, suédois, français et polonais.

## Reconnaissance
Miriam Dragina est membre de la communauté de l'Institut Aspen, membre du jury du prix ukrainien des médias Presszvanie, et membre de la Fédération internationale des journalistes. 